# Wieża widokowa Diana
Wieża widokowa Diana (cz. Rozhledna Diana) – wieża widokowa zlokalizowana na terenie miasta Karlowe Wary w Czechach na szczycie Výšina přátelství (556 m n.p.m.).

## Historia
Prace projektowe ogłoszono w 1909. Wieża (wysoka na 40 m) została postawiona w latach 1912–1914 przez budowniczego Fouska, jako element większego założenia, bezpośrednio związanego z zakończeniem budowy funikularu z centrum miasta i restauracji Diana. Wieża kosztowała 110 tysięcy ówczesnych koron. Zaraz po wybudowaniu stała się modnym i popularnym celem wycieczek kuracjuszy. W 1997 wieża przeszła głęboką modernizację, a od 1998 działa nowa winda (wcześniej były wyłącznie schody – 150 stopni, alternatywnie dostępne również dziś).

## Panorama
Z platformy widokowej rozciąga się rozległa panorama Karlowych Warów oraz dolin rzek Ochrzy i Ciepłej. Na północy dominuje pasmo Rudaw z Klinovcem. Na południu widać Las Sławskowski i Wierchy Doupovskie. Przy dobrej pogodzie widoczne są nawet, odległe o 70 km, wierzchołki bawarskiego Fichtelbergu (Smrčiny).

## Nazwa
Nazwa wieży pochodzi od rzymskiej Diany (łac. Diana, gr. Ἄρτεμις – Artemis) – bogini łowów, przyrody (świata roślinnego i zwierzęcego, gór, lasów, gajów, źródeł leczniczych) oraz płodności. Zagadnienia te bliskie były kuracjuszom oraz romantycznej architekturze początku XX w., jak również otoczeniu, w którym rozłożone są Karlowe Wary.
Przed II wojną wieża nosiła imię Hansa Kudlicha – austriackiego rewolucjonisty, który w 1848 wyemigrował do USA. Po 1945 nazwa zmieniła się – wtedy wieża miała za patrona Edwarda Benesza – prezydenta Czechosłowacji. 

## Dostęp
Do wieży można się dostać koleją linowo-terenową o tej samej nazwie – Diana: dolna stacja znajduje się przy ulicy Mariánské, a górna w pobliżu wieży. Długość kolei linowej to 453 metry, a przewyższenie wynosi 167 m. Alternatywą jest dojście piesze po sieci ścieżek parkowych, otaczających Výšinę přátelství. Obiekt jest udostępniony przez cały rok.